# Аль-Хусейн I
Аль-Хусейн I (араб. حسين باي الأول; нар. 1669 — пом. 13 травня 1740) — 1-й бей Тунісу з династії Хусейнидів в 1705—1735 роках.

## Життєпис
Походив з роду кулугли (діти яничар і берберійок). Син яничара і голови залоги Кефу Алі аль-Туркі, що мав турецьке або грецьке походження з Балкан, Крит чи Анатолії. Матір'ю була Хафсія представниця берберського племені з клану бану-шарні. Народився 1669 року в м.Ель-Кеф. 1675 року разом з родиною перебирається до столиці.
Вступив до яничарського корпусу. За часів Мухаммада-бея отримав посаду хазнадара (скарбника). Наступний бей Рамдан призначив Хусейна агою сипахів (кіннотної гвардії). При Мурад-беї III ста\ каїдом (намісником) на півдні Тунісу.
1702 року підтримав заколот Ібрагіма аль-Шаріфа, який повалив Мурад-бея III. Призначається каїєю Ібрагіма, що став беєм, деєм і пашею Тунісу.
1705 року після поразки від алжирського війська й полону Ібрагіма фактично перебрав владу в Тунісі. Витримав облогу алжирського війська, змусивши дея Хаджи Мустафу відступити. За цим 15 липня 1705 року оголошений новим беєм і пашею. Призначив деєм Мухаммада аль-Асфара. Невдовзі алжирці надали допомогу Ібрагіму аль-Шаріфу, що рушив на Туніс. Втім Аль-Хусейну I вдалося підіслати вбивцю, який вбив Ібрагіма. Після цього з 18-тисячним військом у битвах біля Бурдж-аль-Амар та Маджаз Аль-Баб завдав поразки алжирським військам.
Отримав підтвердження свого статусу від османського дивана. Разом з тим відчував непевність становища, спираючись переважно на мамлюків з європейців-ренегатів та яничар. 1706 року придушив заколот дея Мухаммада аль-Асфара, поставивши замість нього свого родича Кара-Мустафу. Обмежив судові повноваження каді, також впровадив посаду військового каді, яких став особисто призначати.
Деякий час мусив дипломатичними та фінансовими заходами привертати на свій бік берберів та арабів. також призначив своїх зятів Ахмада Челебі, Сулеймана аль-Кабері та Реджеба на основні посади в державі. Лише у 1710 року зумів укласти мирний договір з Алжиром.
Підняв свій авторитет ретельним виконанням ісламських приписів, посиливши серед усіх верств вимогу дотримання Корану. Водночас розпочав значні будівельні проєкти, звівши медресе Дайєрів і Аль-Хусейнія в Тунісі, потім в Кайруані, Сфаксі, Сузі, Нефті, мечеть в Бардо.
Його спроби оголосити своїм наступником когось із синів викликало невдоволення небожа й названого сина Алі (через відсутність до 1710 року синів у бея був спадкоємцем трону), але 1725 року бей оголосив своїм спадкоємцем сина Мухаммада, передавши Алі титул паші. Той у 1728 році підняв повстання, спираючись на племена на кордоні з Алжиром. Проте війська бея завдали Алі поразки, який втік до Алжиру. Тут Аль-Хусейн I став сплачувати кошти дею Абді-паши за утримання небожа під вартою.
1735 року небіж Алі за підтримки алжирців (їм Аль-Хусейн припинив виплати) підняв повстання. У битві біля Смінджі Аль-Хусейн I зазнав поразки, вимушений був тікати до Суса, а потім Кайруану. Туніс зайняв Алі, оголошений беєм. Після тривалої облоги Кайруан захопили, колишнього бея схоплено й негайно страчено. Його сини Мухаммад і Алі зуміли втекти.